# Anadol
Anadol (Анадол) — з 1966 року турецький виробник автомобілів. Штаб-квартира знаходиться в Стамбулі. У 1991 році компанія припинила виробництво автомобілів.

## Вехбі Коч. Заснування компанії
У Туреччині існує фірма, яка називається Otosan Otomobil Sanayii, ще з 1928 року, її засновник — Вехбі Коч — був дилером фірми «Форд» в Анкарі, в 1959 році він заснував фірму «Отосан Отомобіль», яка стала представляти інтереси фірми «Форд» в Туреччині.
У 1966 році, через 5 років після невдалої спроби турецького уряду почати виробництво власного автомобіля, який носив ім'я «Деврім», що означає «Революція», клан Коч вирішив купити ліцензію на автомобіль британської марки «Реліант», а саме — на модель з дводверним кузовом седан — FW5.

## Початок виробництва автомобілів

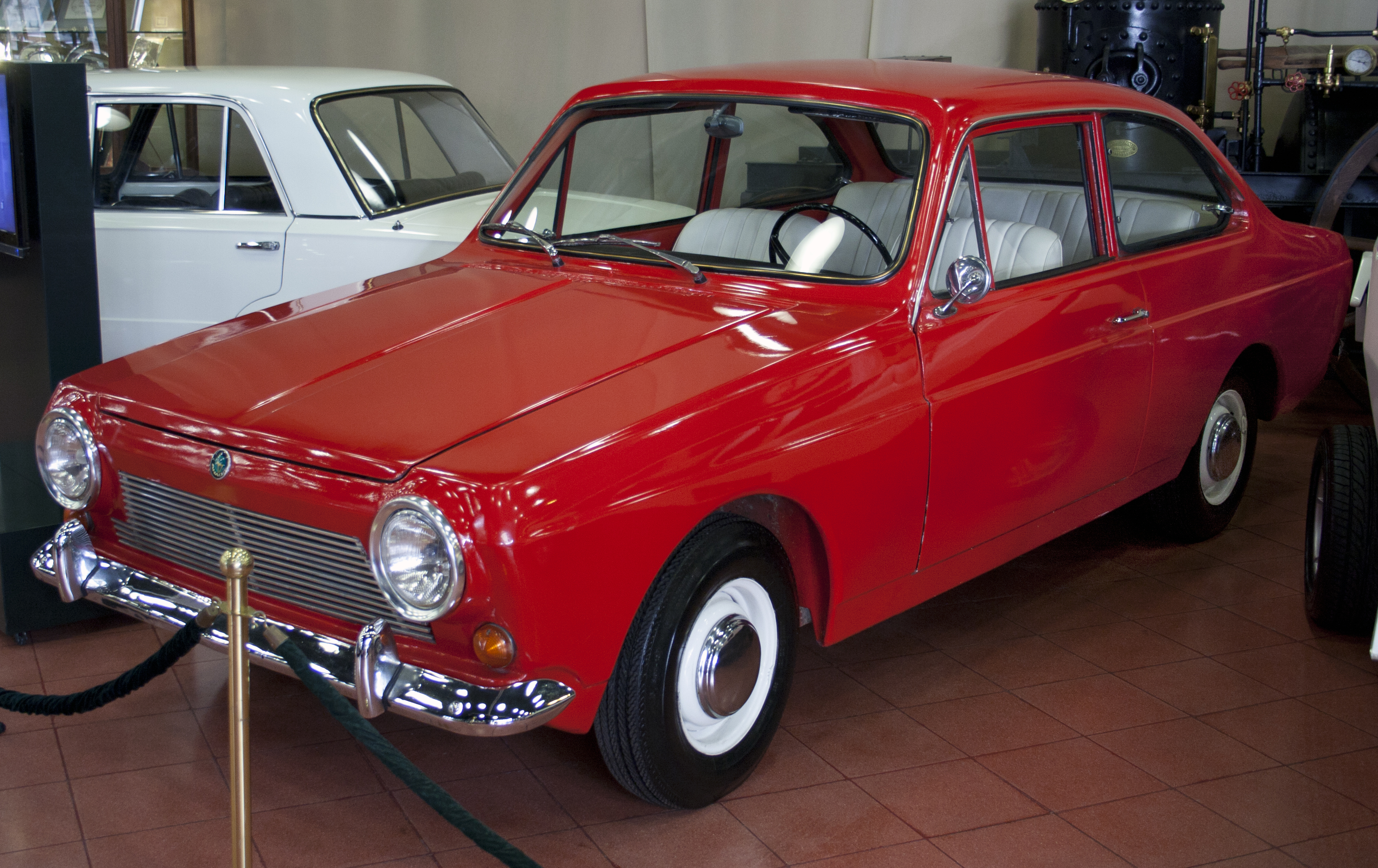
Anadol A1

У грудні 1966 року машина, яка отримала індекс «Анадол А1», пішла в серію.
Це був рамний автомобіль, передня підвіска була пружинною, задня — листовою, гальма спереду — дискові, а ззаду були барабани. Кузов був зроблений зі склопластику. Мотор, коробка передач і задній міст були запозичені у фірми «Форд». Спочатку А1 випускався з мотором, об'ємом 1.2 л і потужністю 46 сил, але вже в 1968 році йому на зміну прийшов 1.3 л 54-сильний мотор.
«Анадол А1» став першим турецьким спортивним автомобілем, який брав участь у різного роду змаганнях, у тому числі і марафонах.

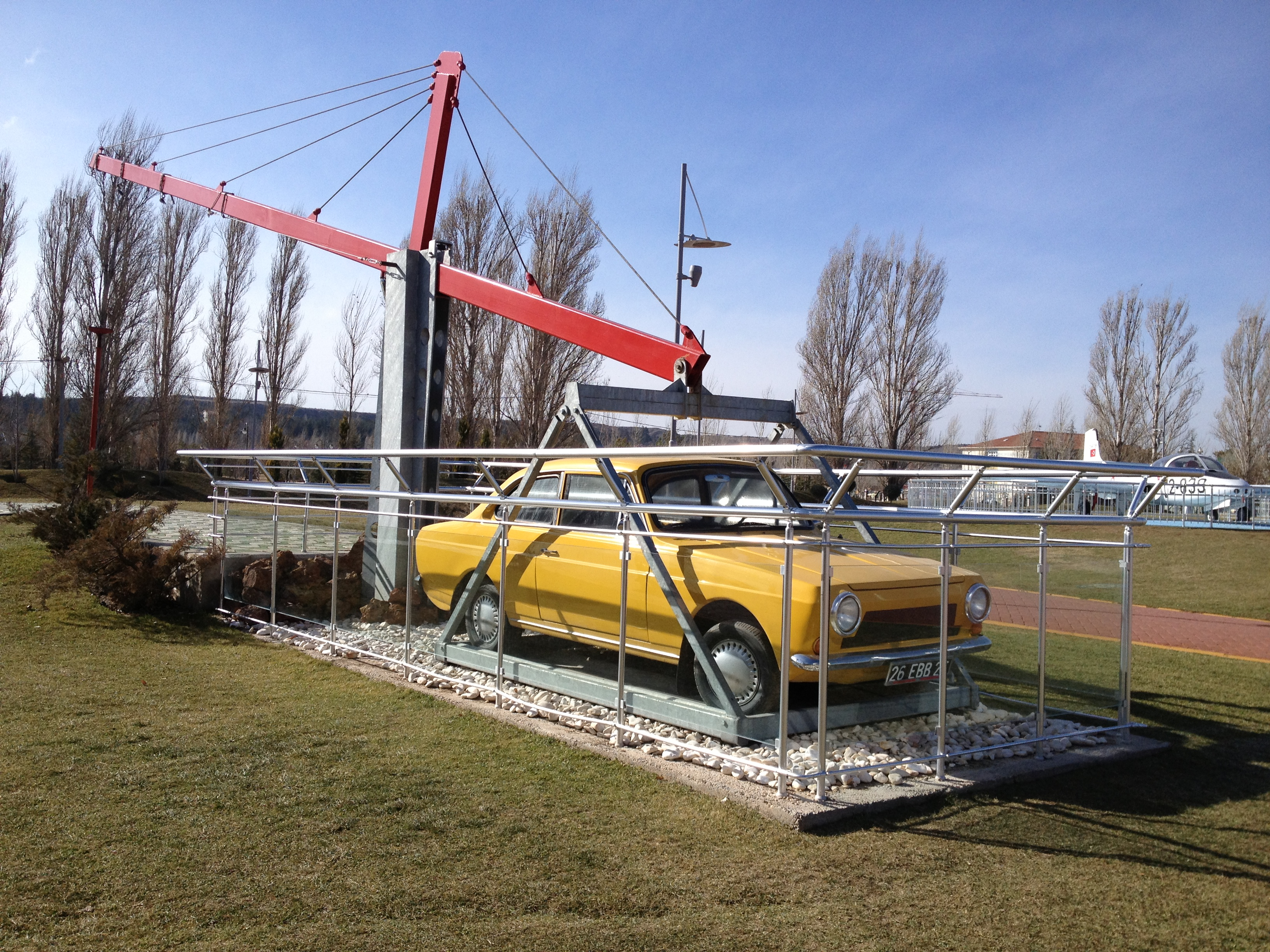
Anadol A2

У 1970 році в серію запускається перший в світі 4-дверний склопластиковий автомобіль. Седан отримав індекс А2. Технічно він був ідентичним «Тудору».

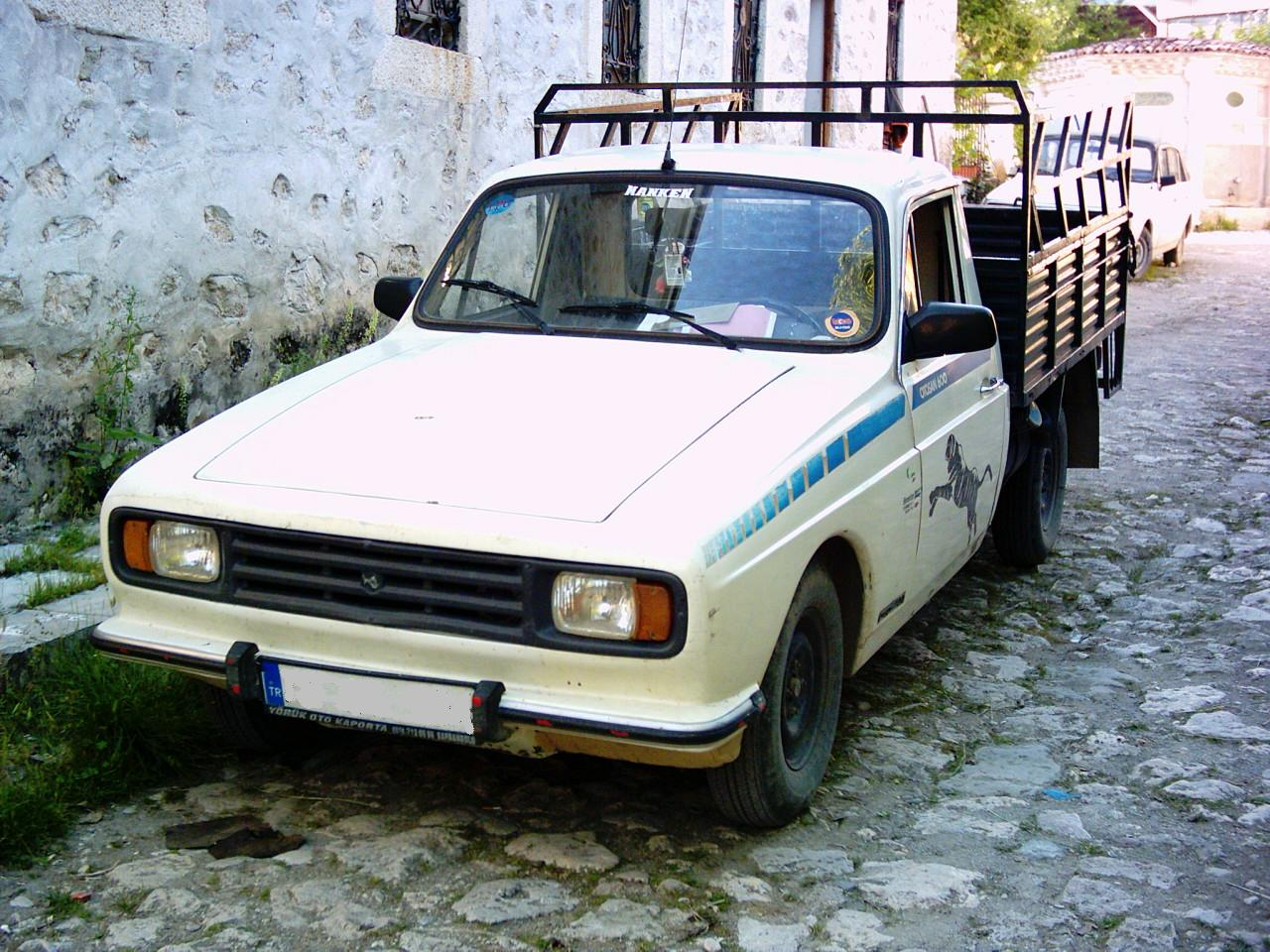
Anadol Р2

А через рік з'являється і вантажний варіант, який назвали Р2.

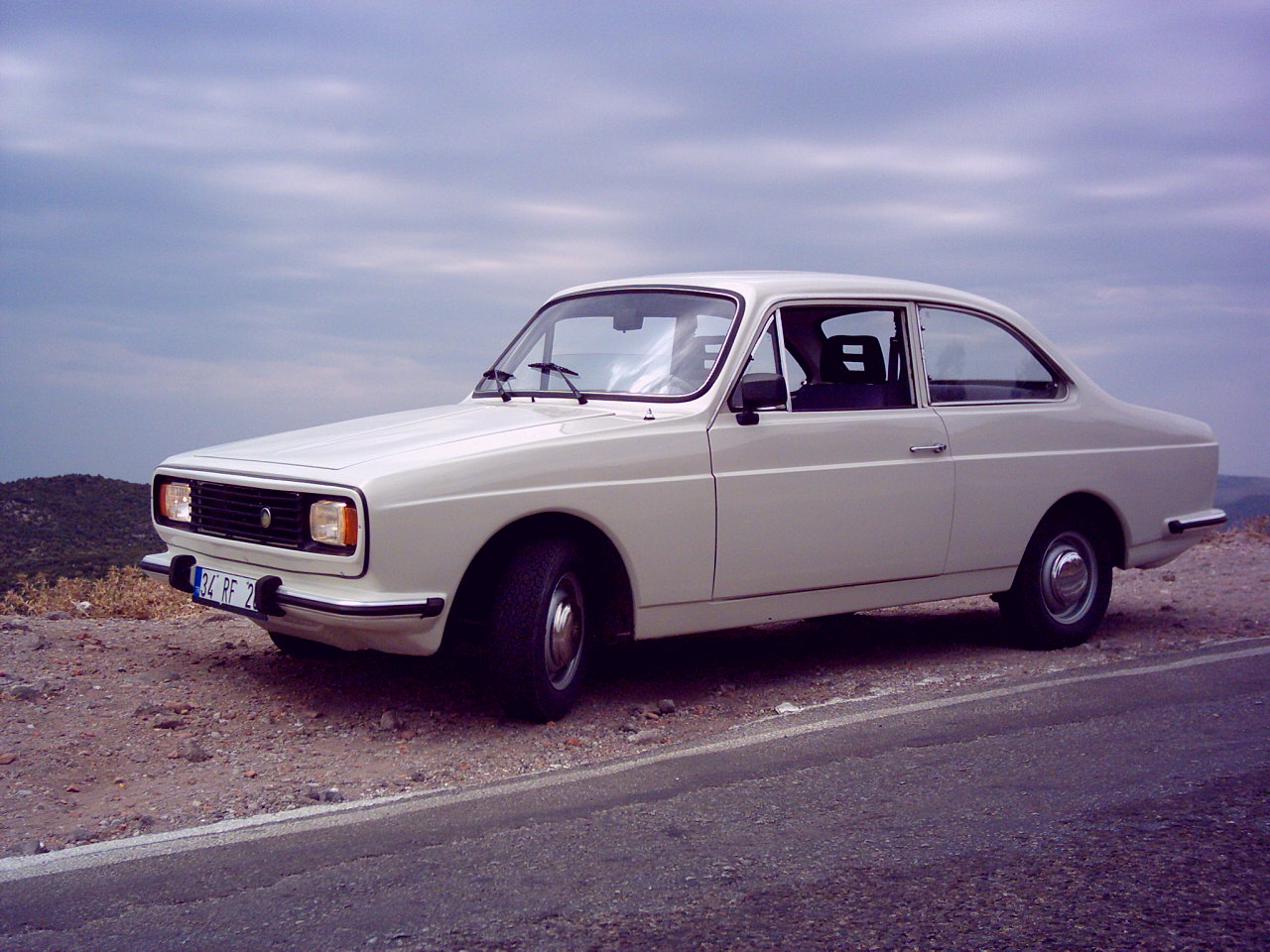
Anadol A1 Akdeniz

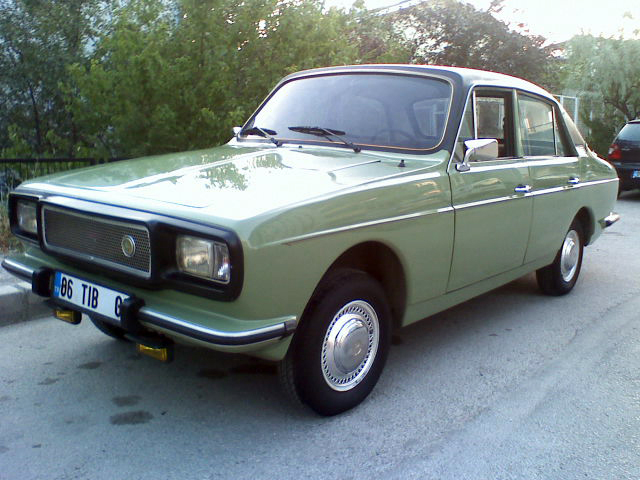
Anadol A2 Akdeniz

У 1972 році відбувається фейсліфт автомобілів, автомобілі отримують приставку в назві — Akdeniz, що означає «Середземноморський». Автомобіль отримує нові передні крила, інтегровані бампери, квадратні фари. Змінилася також і обробка салону.
У 1973 році з'являється спортивна модель, що одержала індекс STC-16, її ім'я розшифровувалося як «Sport Turkish Car», правда, деякі розшифровували назву як «Süper Türk Canavarı», як «Турецький Супер-монстр».

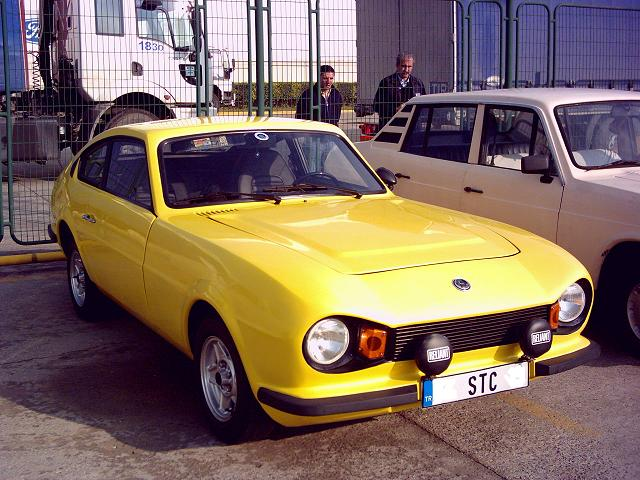
Anadol STC-16

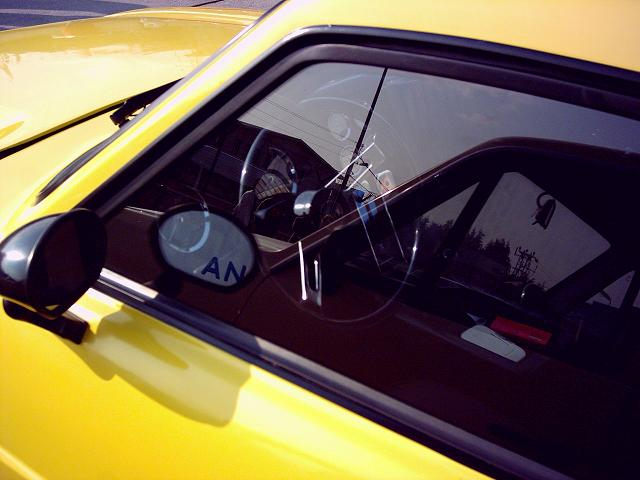
Салон Anadol STC-16

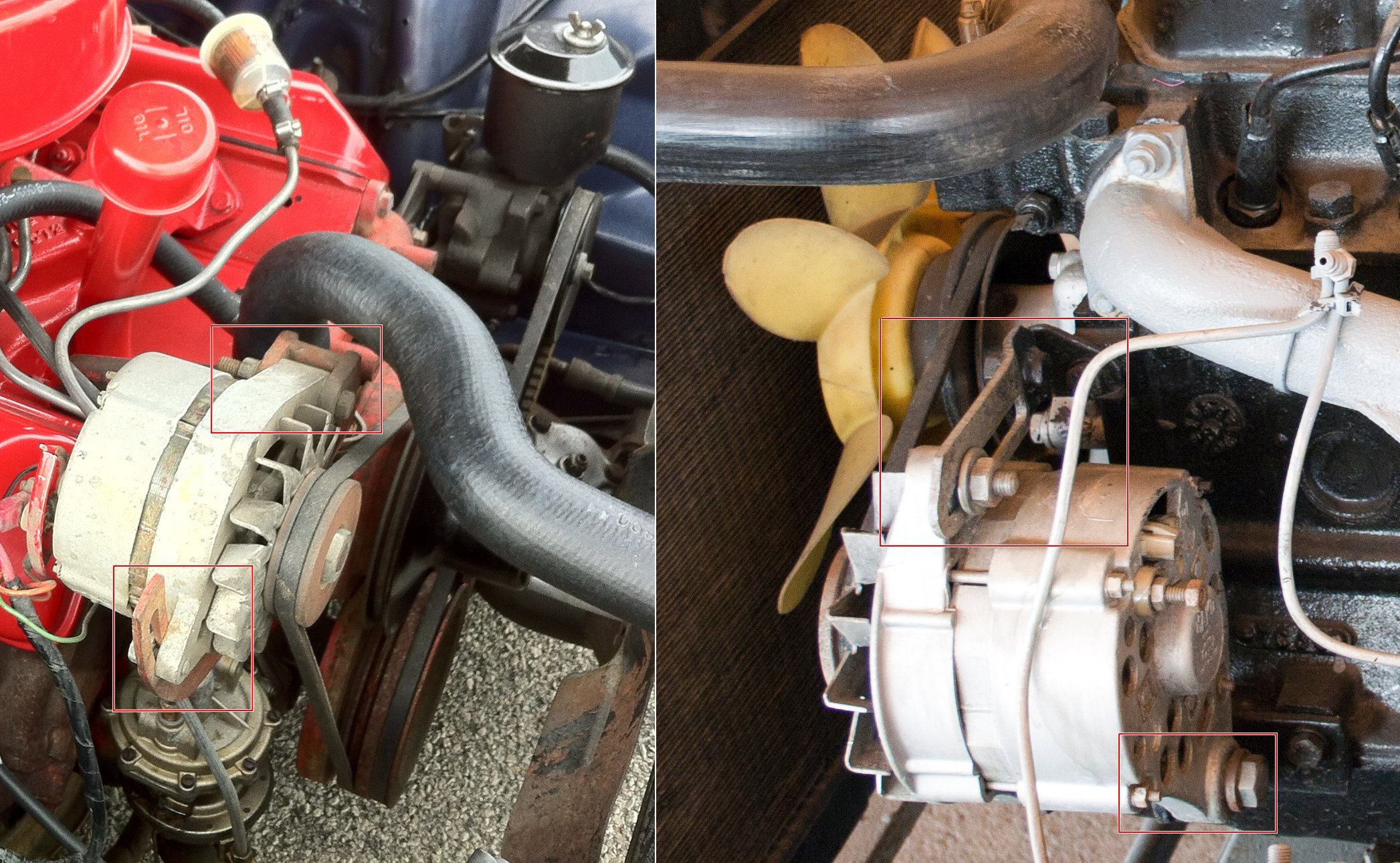
Моторний відсік Anadol STC-16

Справа в тому, що пасинок Коча, а за сумісництвом менеджер з продажу Ердоган Генюл вирішує вивести на ринок спортивний автомобіль. Шасі автомобіля було побудовано на базі А1/А2, але воно було укорочено, дизайн автомобіля був повністю розроблений в Туреччині. Однак ходові випробування проходили в Англії під керуванням англійських гонщиків. Автомобіль отримав 1.6 л мотор, потужністю 68 к.с., що дозволяло легкому автомобілю розвивати 160 км/год і розганятися до 100 за 14.8 секунди.

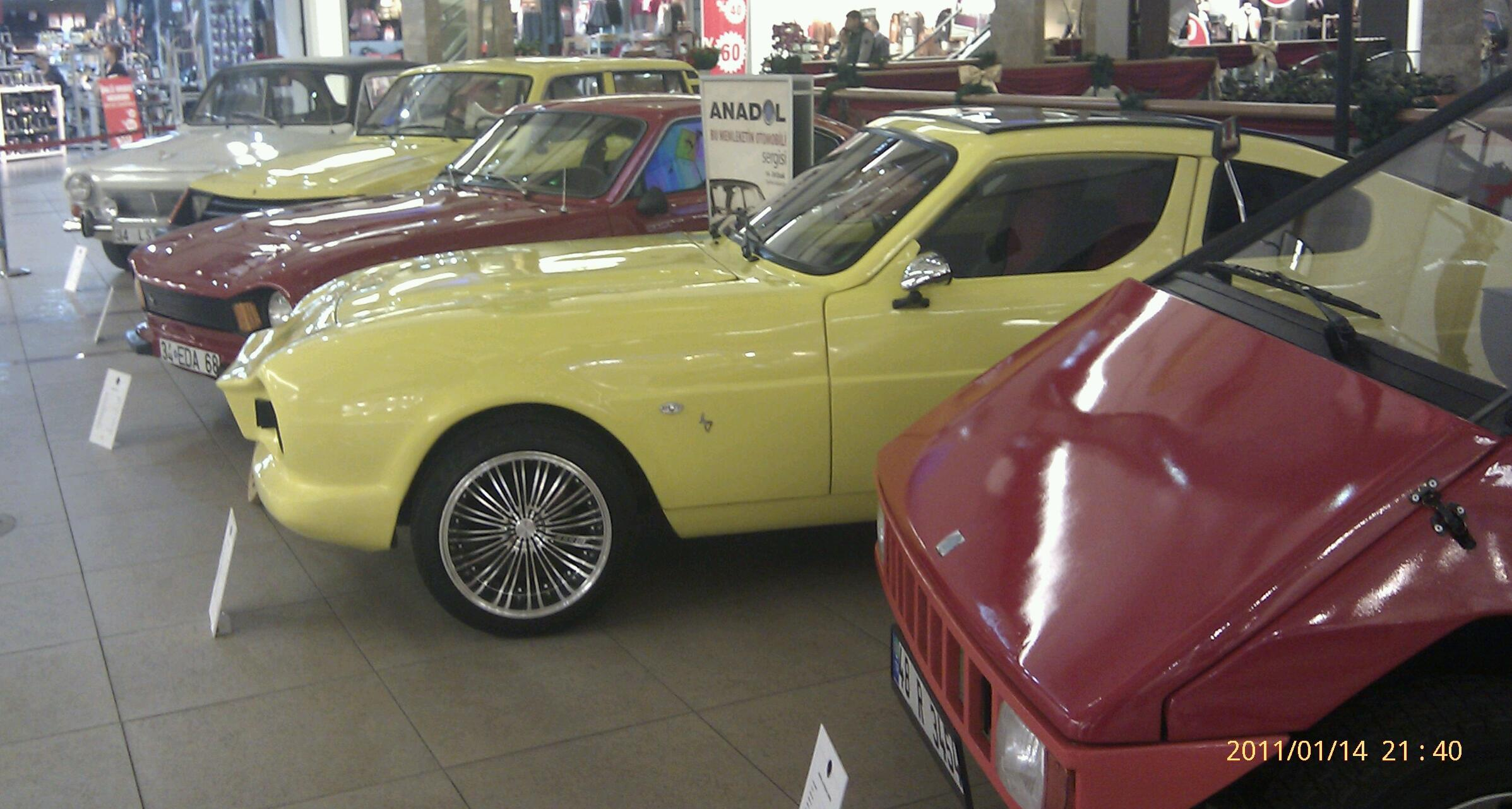
Anadol STC-16

На базі серійної машини побудували ралійну версію, яка мала склопластикову раму і мотор, потужністю 140 сил, цей автомобіль примудрився навіть завоювати кілька призових місць у Європі.
Однак автомобіль, ціна якого була еквівалентна 25 000 сьогоднішніх доларів, не продавався настільки успішно, як хотілося б. У підсумку за 2 роки виробництва було випущено всього 175 машин, з яких збереглося на цей день близько 2-х десятків.

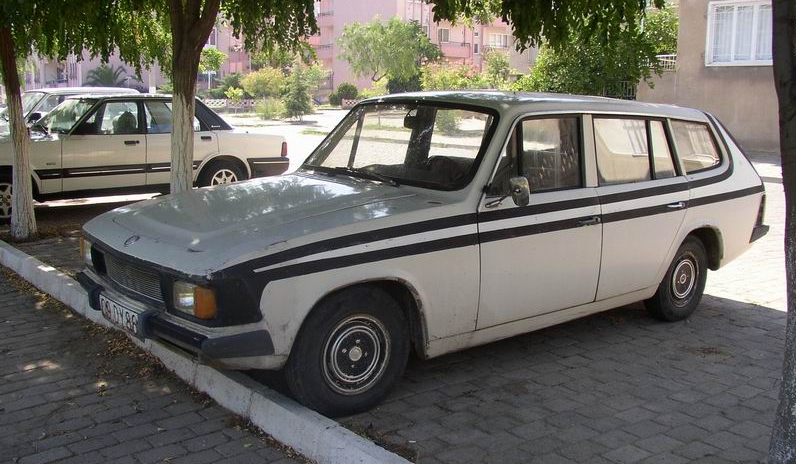
Anadol SV-1600

Одночасно зі спортивною машиною з'явився і автомобіль з кузовом універсал. SV-1600 також мав 1.6 л мотор, тільки потужністю в 65 сил. Він був побудований на шасі А1/А2, але дизайн кузова був створений на базі Reliant Scimitar Shooting Brake, тільки «Реліант» був 3-дверним, а «СВ-1600» став першим у світі 5-дверним універсалом із склопластиковим кузовом. Спочатку універсал не мав навіть задніх сидінь, з 1976 року вони отримали і сидіння, що відкидаються, та двокольорову розмальовку.

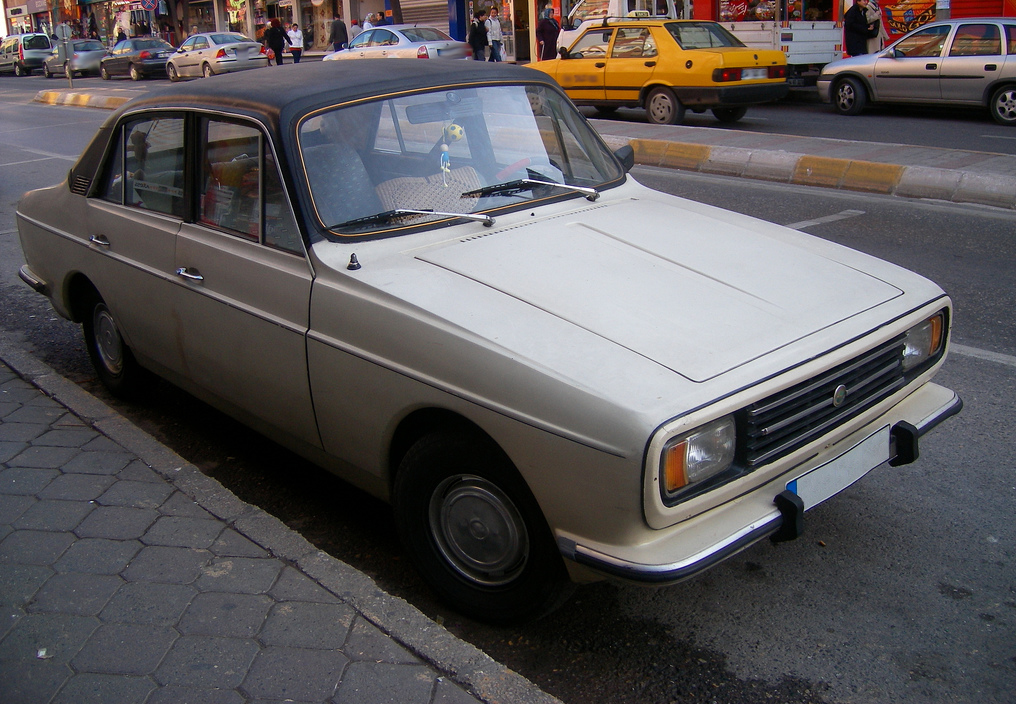
Anadol SL

Наприкінці 1975 року з виробництва знімають А1, а А2 отримує чергове оновлення: нова решітка, задні фари, краща обробка в салоні, разом з обновками змінюється й ім'я моделі на SL. Технічна начинка залишається колишньою.

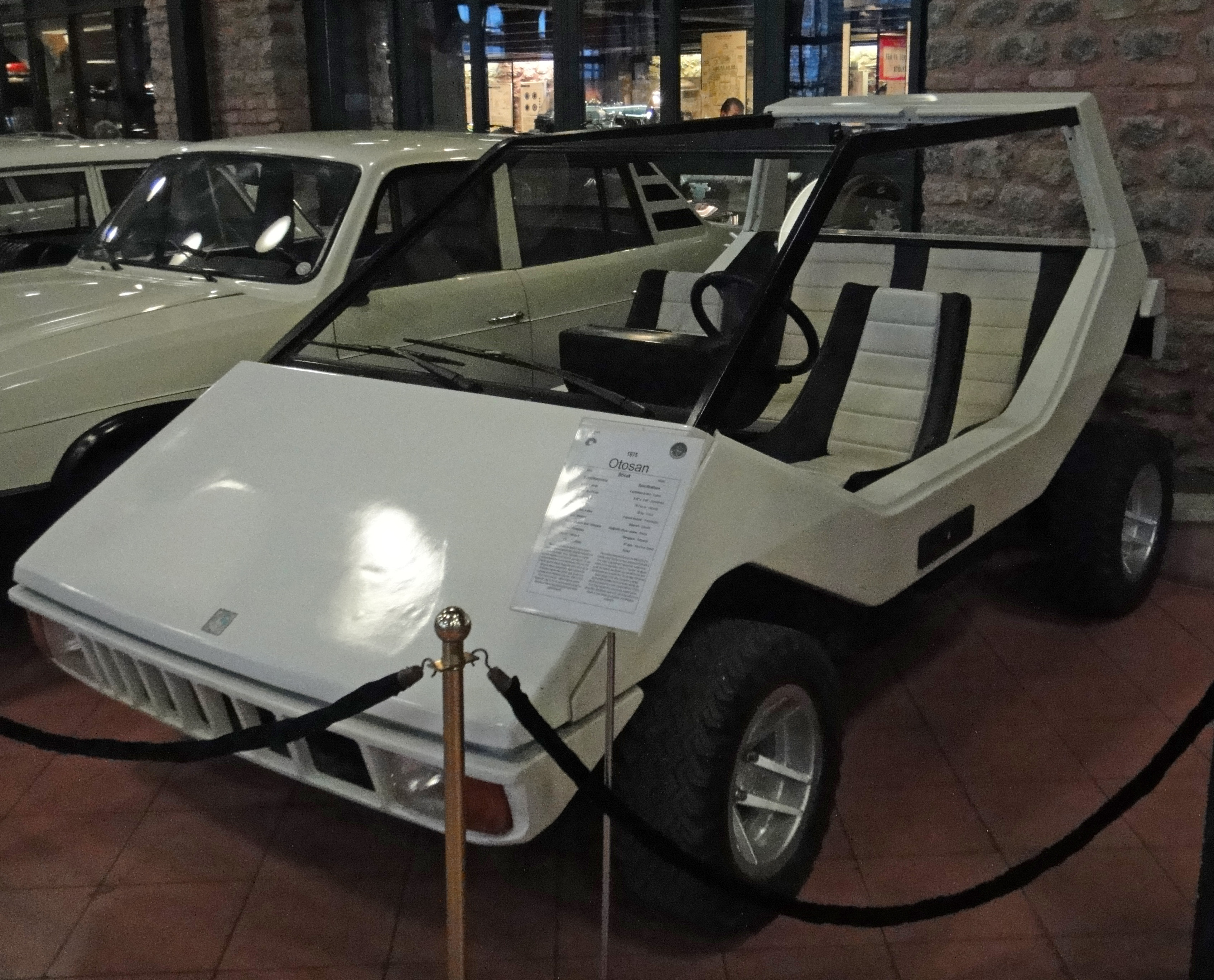
Anadol Böcek

Через рік для потреб Збройних сил Туреччини починають будувати багі — Böcek (в перекладі на українську — «Жук»). Автомобіль планувалося використовувати на прибережній території.
Автомобіль оснащувався мотором 1.3 л, який довели до 63 к.с., що робило його дуже жвавим, а туристичний бізнес, що розвивається, дозволив налагодити збут і приватним особам. Всього за 2 роки було вироблено 203 подібних автомобіля.

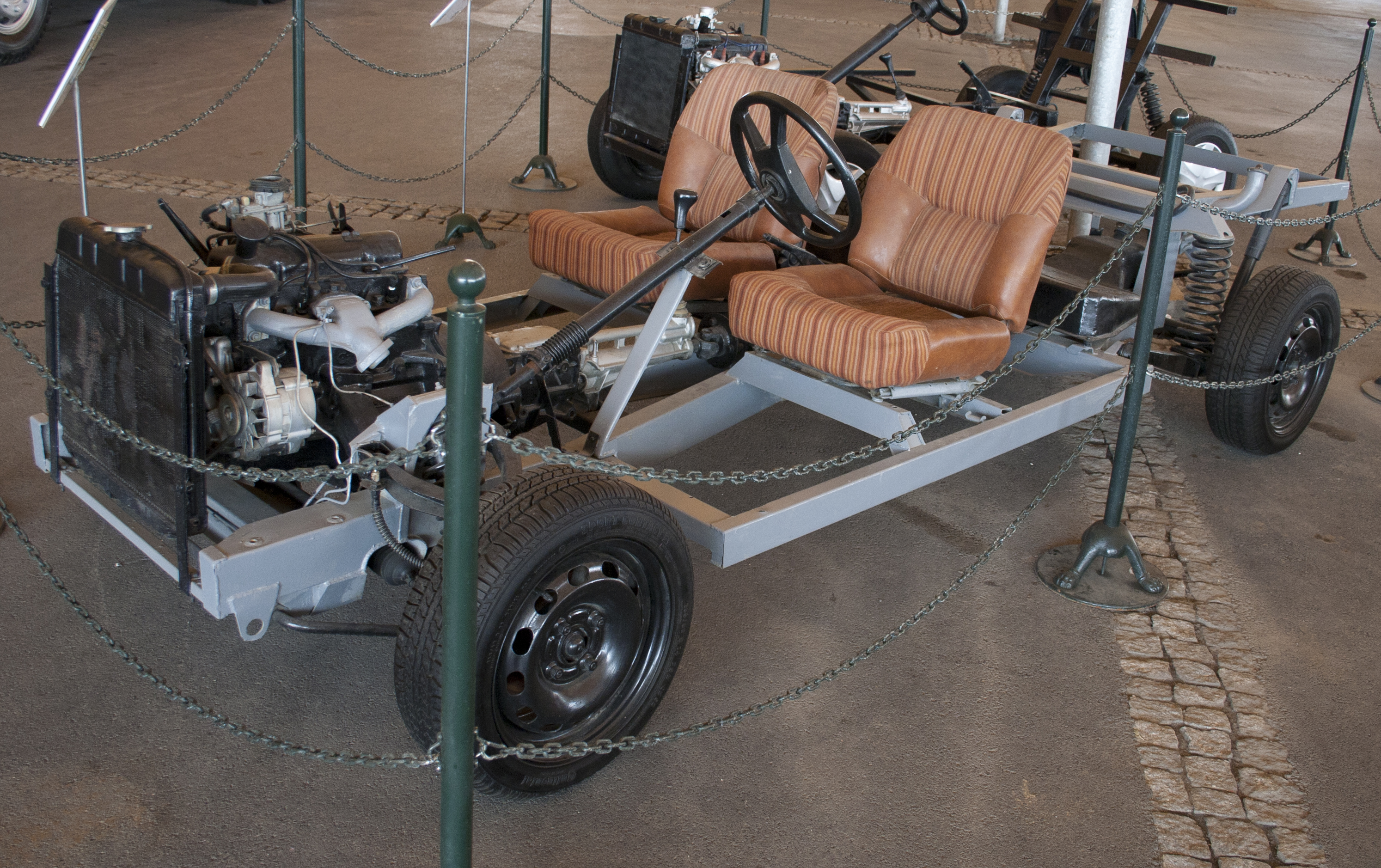
Шасі Anadol FW11

У 1977 році Гандіні проектує прототип для фірм «Реліант» і «Анадол», який отримав кодову назву FW11. Було побудовано 4 прототипи, 2 для «Реліант» і 2 для «Анадол», проте машина не пішла в серію, але через 5 років з'явився серійний «Сітроен ВХ», який, по суті, і є FW11, тому що автором «БеІкса» також є маестро Гандіні.

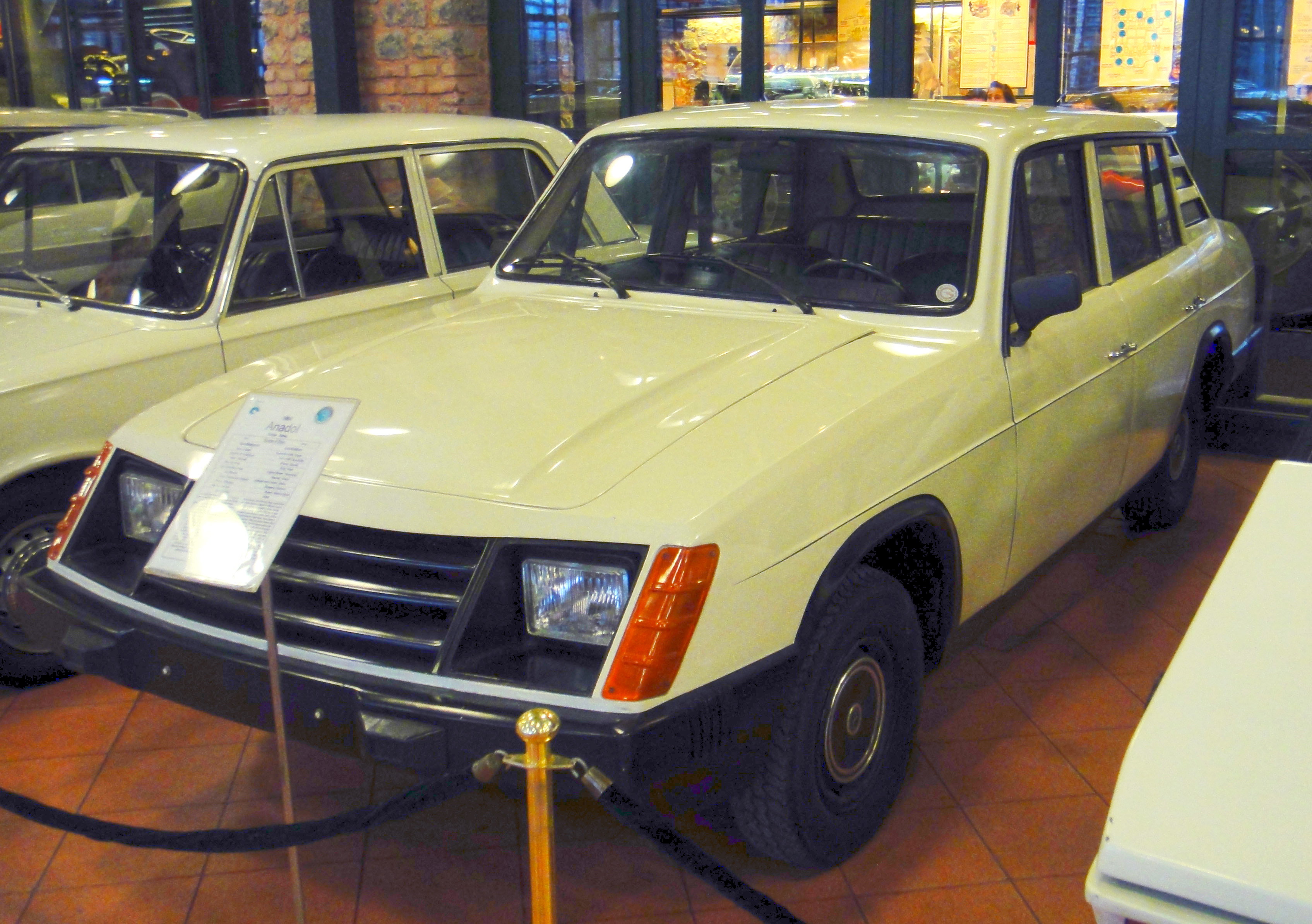
Anadol A8-16

Наприкінці 1981 року припиняється виробництво моделей SV-1600 і SL 1.3. У 1982 році їм на зміну приходить нове покоління автомобілів — A8-16. Автомобіль отримав нову раму, а дизайн кузова був інспірований дизайном автомобілів «СААБ 900» серії.
Мотор автомобіля був 1.6 л 65-сильним, але вже через 2 роки він отримує новий мотор з верхнім розташуванням розподільчого вала і потужністю в 70 сил, він отримав індекс 16SL.

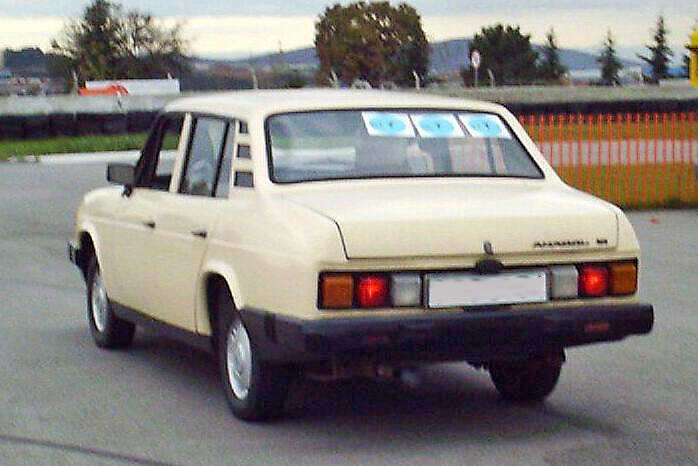
Anadol A8-16

Автомобіль А8-16/16SL народився з прототипу Çağdaş, що означає «Сучасний», разом з новим кузовом на машину планувалося поставити мотор «системи Ванкеля», який розробила фірма, однак через фінансову та політичну нестабільності в серію пішов той автомобіль, згаданий вище.

## Припинення виробництва автомобілів. Закриття компанії. Компанія Ford Otosan

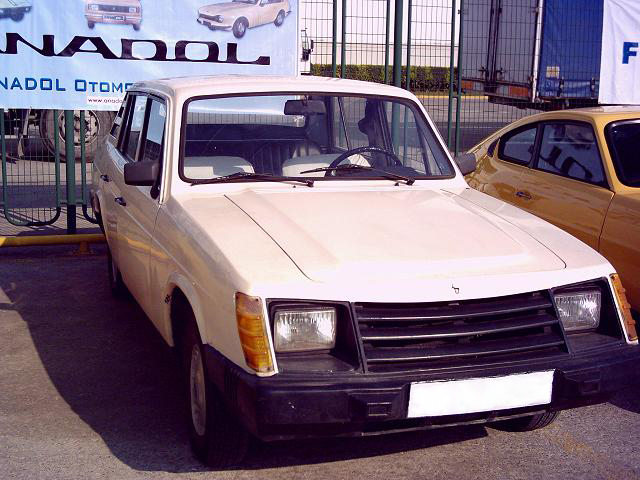
Anadol A8-16

Однак невдалий дизайн серії А8-16 знизив рівень продажів, і випустивши до 1985 року всього близько 1000 автомобілів (у найкращі роки фірма продавала по 7000 авто), фірма припиняє виробництво легкових автомобілів марки «Анадол». Компанія починає випускати під маркою «Отосан» ліцензійні «Форд Таунус». Хоча Бертоне пропонував облагороджений варіант А8, що одержав індекс А9, але керівництво фірми все ж вирішило перейти на виробництво автомобілів марки «Форд».

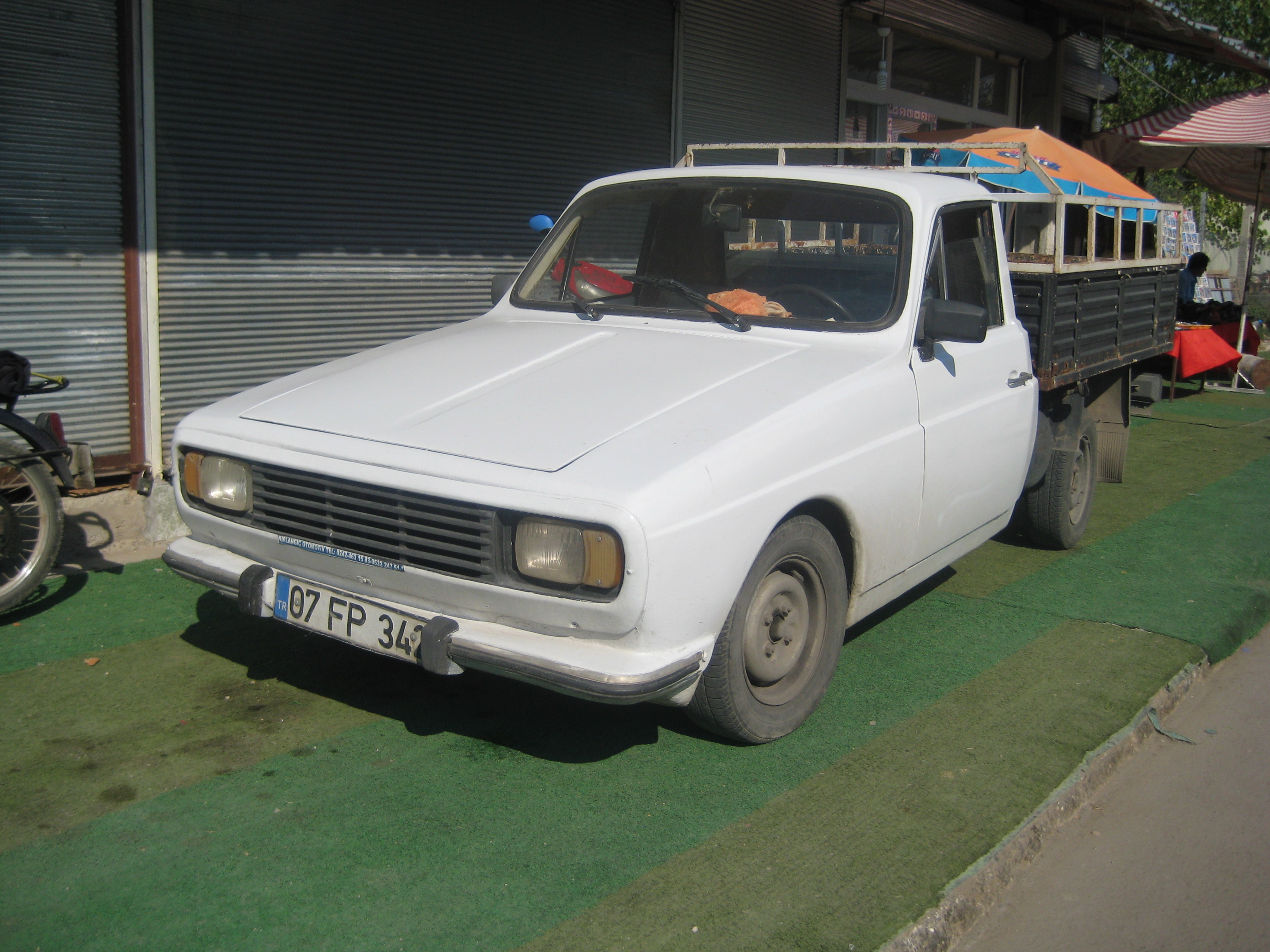
Anadol 500

Але, тим не менш, пікап, який отримав ще в 1983 році 1.9 л дизельний мотор, випускався до 1991 року під назвою «Анадол 500».
У 1997 році фірма «Отосан» і «Форд» підписали нову угоду про злиття, і тепер фірма називається Ford Otosan і випускає на потужностях заводу «Форд Транзит Коннект».

## Список автомобілів Anadol
- 1966 — Anadol A1
- 1970 — Anadol A2
- 1971 — Anadol P2
- 1973 — Anadol STC-16
- 1974 — Anadol SV-1600
- 1975 — Anadol SL
- 1976 — Anadol Böcek
- 1982 — Anadol A8-16
- 1983 — Anadol 500
- 1984 — Anadol 16SL